# Zvjezdan Cvetković
Zvjezdan Cvetković (Karlovac, 18 de abril de 1960-Zagreb, 27 de febrero de 2017) fue un entrenador y jugador de fútbol croata que jugaba en la demarcación de defensa.

## Selección nacional
Jugó un total de nueve partidos con la selección de fútbol de Yugoslavia. Hizo su debut el 17 de noviembre de 1982 en un partido de clasificación para la Eurocopa de 1984 contra Bulgaria que finalizó con un resultado de 0-1 a favor del combinado yugoslavo tras un gol de Nenad Stojković. Su último partido lo jugó el 29 de agosto de 1987 contra la Unión Soviética en calidad de amistoso.

### Goles internacionales
| # | Fecha                   | Estadio                                    | Oponente | Gol | Resultado | Competición                            |
| - | ----------------------- | ------------------------------------------ | -------- | --- | --------- | -------------------------------------- |
| 1 | 15 de diciembre de 1982 | Estadio Pod Goricom, Podgorica, Montenegro | Gales    | 1–1 | 4-4       | Clasificación para la Eurocopa de 1984 |

## Clubes

### Como futbolista
| Club                | País     | Año       | Partidos | Goles |
| ------------------- | -------- | --------- | -------- | ----- |
| NK Dinamo Zagreb    | Croacia  | 1980-1987 | 194      | 12    |
| SV Waldhof Mannheim | Alemania | 1987-1990 | 65       | 1     |

### Como entrenador
| Club                | País                 | Año  |
| ------------------- | -------------------- | ---- |
| NK Dinamo Zagreb    | Croacia              | 2005 |
| FK Borac Banja Luka | Bosnia y Herzegovina | 2011 |